# Lima (metropolitana di Buenos Aires)
Lima è una stazione della linea A della metropolitana di Buenos Aires.

## Storia
La stazione è stata inaugurata il 1º dicembre 1913 con il primo tratto della linea.
Nel 1997 la stazione è stata dichiarata monumento storico nazionale.
Contrariamente ad altre stazioni della linea, non è stata coinvolta nelle opere di restaurp e ammodernamento nel periodo 2007-2008, presenta dunque ancora il pavimento originale del 1913.

## Interscambi
La stazione è collegata alla stazione Avenida de Mayo della linea C. Nelle vicinanze della stazione effettuano fermata diverse linee di autobus urbani ed interurbani, così come il Metrobus di Buenos Aires.
- Fermata metropolitana Avenida de Mayo (linea C)
- Fermata autobus

## Servizi
La stazione dispone di:
- Biglietteria a sportello
- Biglietteria automatica
- Ufficio informazioni turistiche